# Neutralidad tecnológica

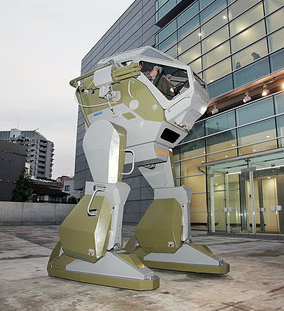
Robots en las calles ¿Es correcto o incorrecto?

La neutralidad tecnológica es el requisito de imparcialidad exigible a la Administración Pública con los bienes y servicios informáticos. Un usuario, especialmente en el ámbito de la Administración electrónica, debería poder dirigirse a la Administración Pública por vías telemáticas sin que le sea impuesta, de facto o explícitamente, ningún tipo de tecnología específica. 
La neutralidad tecnológica también se usa como la característica de una ley que enuncia derechos y obligaciones de las personas sin disponer nada acerca de los medios tecnológicos necesarios para que se cumplan. Se trata de leyes que se desinteresan del marco tecnológico.
Además de la definición inicial, la segunda acepción es la que está ganando más terreno en el idioma, y está íntimamente ligada a la política respecto de los monopolios.

## Principios de la neutralidad tecnológica
"La ley debe permanecer neutra en cuanto a los tipos de tecnología y el desarrollo de las mismas, por demás cambiantes y en forma constante. La ley no debe inclinarse u orientarse a un tipo de tecnología, ni limitarse a una forma de transmitir los mensajes. Esto es de suma importancia, debido a que no solo puede excluir tecnologías existentes, sino quedar obsoletas en un periodo relativamente corto." .
Según Mauro D. Ríos,  los principios que tiene la neutralidad tecnológica son:
- Principio 1: Libertad de oportunidades para toda solución técnicamente viable para satisfacer un requisito tecnológico para el sector público, privado, académico u otro.
- Principio 2: No dependencia de los fabricantes, desarrolladores, proveedores o distribuidores de los productos o servicios de tecnología.
- Principio 3: Libertad de las personas para interactuar con una organización o institución, pública o privada, por medios electrónicos, sin ser impuesto, de facto o explícitamente, cualquier tecnología específica.
- Principio 4: Las reglas de neutralidad (leyes, decretos u otros) que establecen los derechos y obligaciones, no deben referirse a la tecnología o medios tecnológicos necesarios para cumplir con estas normas.
- Principio 5: La normalización de la información en archivos digitales, debe ser generada, almacenada o transmitida en al menos un formato estándar abierto y certificado, pudiendo hacerlo también en otros.

Así mismo la implementación de estas bases suele ser complicado, por lo que para lograr una neutralidad tecnológica muchas veces no es posible, ya sea por leyes u aspectos sociales que no permitan cumplir estos principios. "La implementación de un escenario de neutralidad tecnológica no es una tarea fácil y siempre debe ser entendida como un proceso. Los marcos regulatorios de los países deben tener en cuenta el escenario actual, un escenario que suele revelar algunos o muchos aspectos de dependencia tecnológica en diferentes áreas y en diferentes aspectos de la tecnología, ya sea software, hardware o una combinación de ambos. Las metas y los indicadores deben ser alcanzables, razonables y teniendo en cuenta la variedad de escenarios que pueden ser identificados en las organizaciones y los gobiernos."

## Tecnología No Neutral
"[...] la dimensión social de la Revolución de la tecnología de la información parece obligada a seguir la ley de la relación entre tecnología y sociedad, propuesta hace tiempo por Melvin Kranzberg: 'La tecnología no es buena ni mala, ni tampoco neutral'. Es en efecto una fuerza, probablemente más que nunca bajo el paradigma tecnológico actual, que penetra en el núcleo de la vida y la mente. Pero su despliegue real en el ámbito de la acción social consciente y la compleja matriz de interacción de las fuerzas tecnológicas desatadas por nuestra especie, y la misma especie, son una cuestión que ha de investigarse, más que una fatalidad por cumplirse." .
El determinismo tecnológico señala que la tecnología es el motor de todo cambio existente en la humanidad, donde la evolución tecnológica es la que nos lleva a modificar nuestra cultura. Los principales críticos a esta corriente sostienen que la tecnología es libre de valores, es en manos de cada uno el como la utilizamos, según Pursell "la tecnología es un medio y no un fin".
Jacques Ellul, padre del subdesarrollo que señala que el Sistema Tecnológico que vivimos está centrado en la eficacia, hace referencia a la no existencia de la neutralidad, la tecnología si crea efectos buenos ni malos dependiendo el uso que se le otorgue, con un cuchillo puedes cocinar, pero también matar, "no importa cómo se utilice, tiene de por sí consecuencias negativas o positivas" .

### Las Leyes de Kranzberg

¿Existe la Neutralidad?

Melvin Kranzberg fue un profesor de Historia en la Universidad Case de Western Reserve desde 1952 a 1971. Un año más tarde desempeñó como profesor de Historia de la Tecnología en el Instituto de Tecnología de Georgia durante 16 años. Graduado de Amherst College y con un master y PhD de la Universidad de Harvard. Fue el fundador de la Society for the History of Technology
Kranzberg formuló seis leyes de los estamentos de la tecnología:
1. La tecnología no es buena ni mala, pero tampoco es neutral.
2. La invención es la madre de la necesidad.
3. La tecnología viene en paquetes, grandes y pequeños.
4. A pesar de que la tecnología puede ser un elemento primordial en muchos temas de interés público, los factores no técnicos tienen prioridad en las decisiones de política tecnológica.
5. Toda la tecnología es relevante, pero la historia de la tecnología es más relevante.
6. La tecnología es una actividad muy humana, como también lo es la historia de la tecnología.[5]

Estas leyes son conocidas en todo el mundo, y son uno de los pilares de lo que entendemos como tecnología. La primera ley de Kranzberg indica que la tecnología no es buena ni mala ni neutral, solo es, esto quiere decir que se debe evaluar en cada momento como es que se está usando y quien la usa.

## Neutralidad Tecnológica en Internet

Internet en el Mundo

Existe el debate sobre si la neutralidad tecnológica aplica a internet, la discusión se centra en el concepto Derechos digitales y los problemas que contrae. Dos de los ciberderechos son la libertad de expresión y privacidad en la red, estas han generado que se cuestione las regulaciones existentes de los gobiernos. Vint Cerf, cocreador del Protocolo de Internet declaró que "Internet se diseñó sin ningún guardián sobre nuevos contenidos o servicios. Se necesita una regla de neutralidad de red suave pero aplicable para que Internet continúe creciendo."

## Autonomía tecnológica

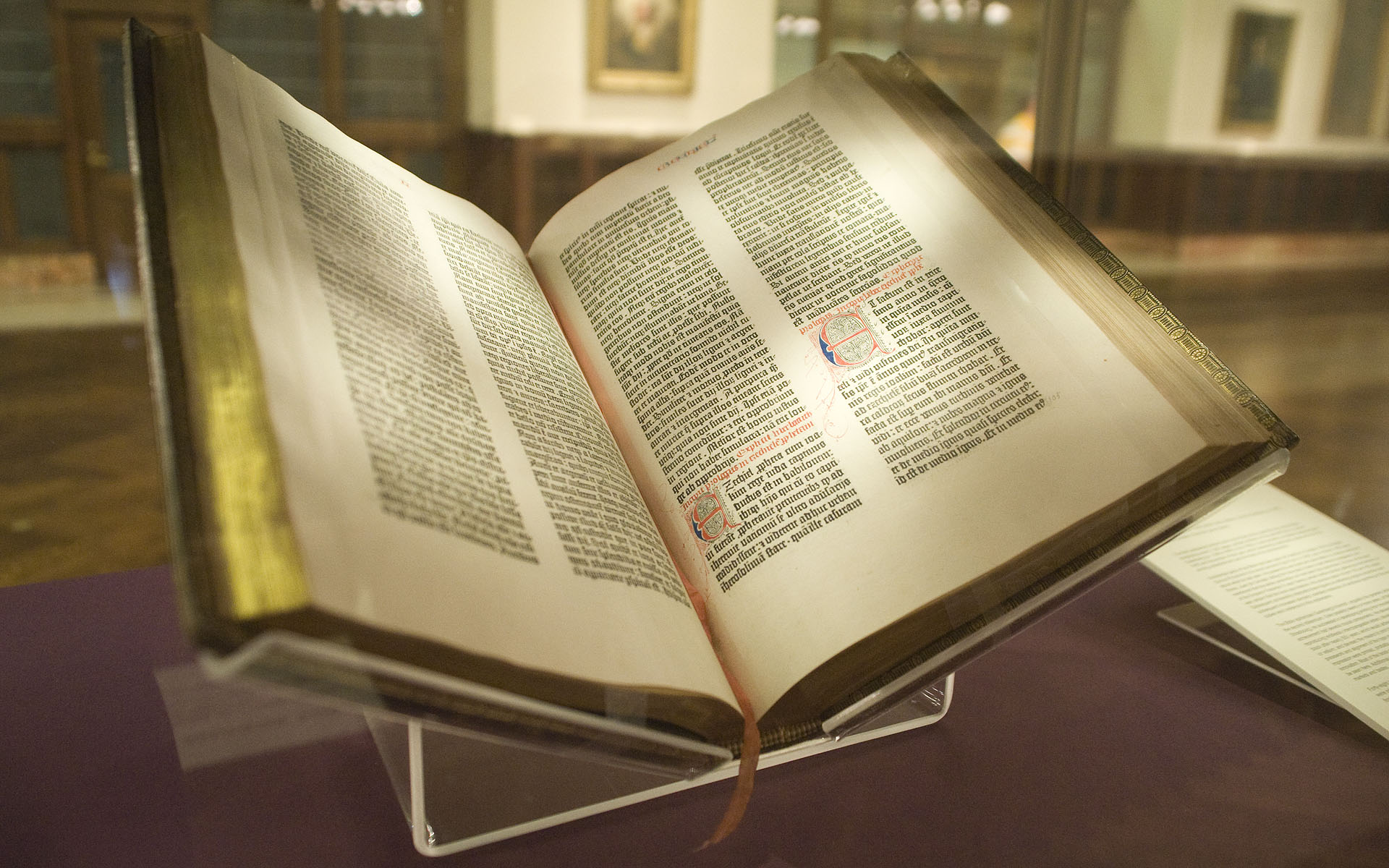
Los libros representan la autonomía

La autonomía tecnológica es comúnmente definida como el grado de tecnología dura que un país logra desarrollar por sí mismo. Dada la continua globalización, cada vez es más difícil tomar esta definición correctamente. Pero este concepto va más allá de una nación, al igual que el determinismo, la autonomía tecnológica indica que la tecnología tiene control propio.
"Más que como un producto de la sociedad y como parte integrante de la misma, la tecnología se presenta como de autocontrol, autodeterminación, autogeneración independiente, autopropulsión, autoexpansión y autoperpetua. Se ve como fuera del control humano, cambiando bajo su propio impulso y la sociedad 'a ciegas' le da forma. Esta perspectiva puede deber algo a la aparente autonomía de mecanismos tales como un reloj. Pero incluso los textos son autónomos de sus autores una vez que salen de sus manos: como obras publicadas están sujetos a la interpretación de los lectores, y más allá del control directo de sus autores." 
Dentro del tema existe el concepto de autonomía relativa, el cual indica que existen límites ante la tecnología, por lo que no existe una libertad plena en el uso de cada tecnología. "El principal problema en juego es el grado de autonomía relativa de los fenómenos particulares, por lo que la autonomía está confinada dentro de ciertos límites o estructuras" 

## Origen de los Monopolios

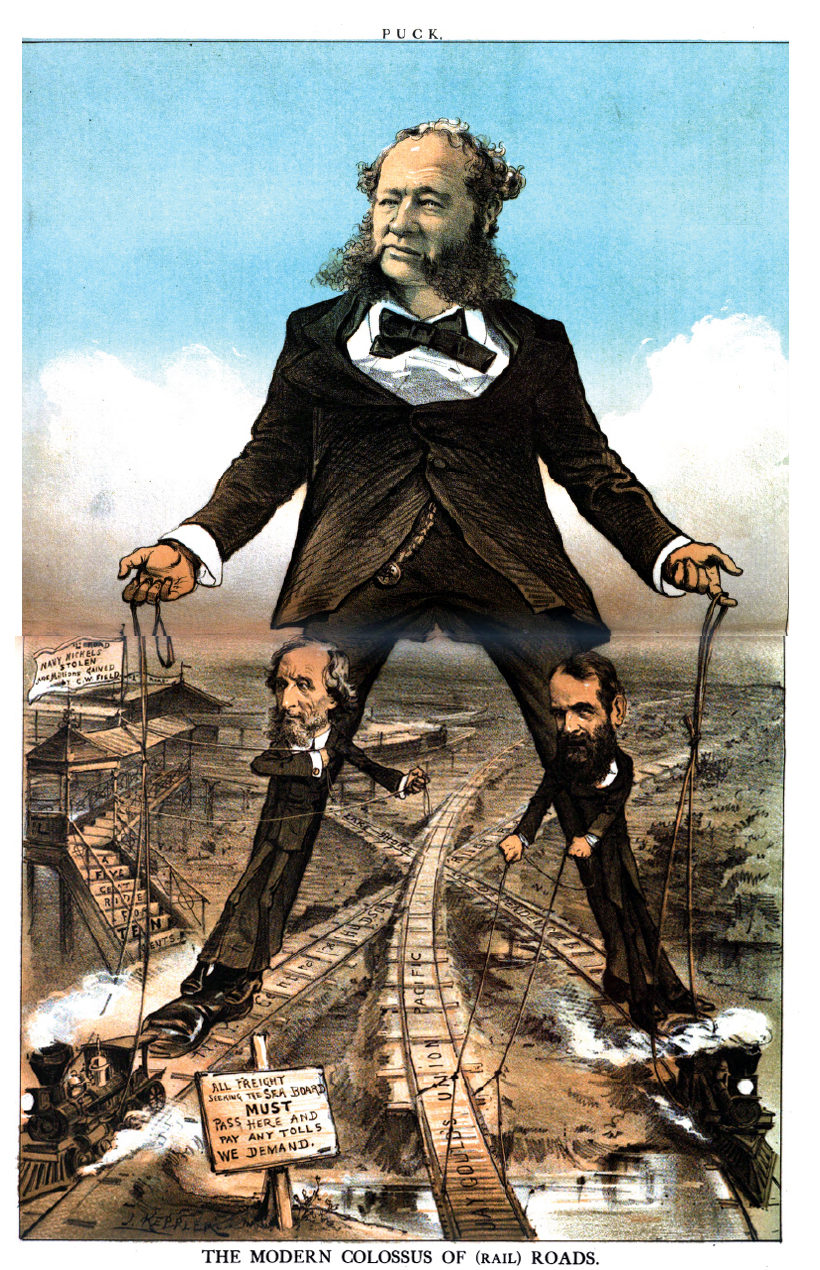
Ejemplificación de un Monopolio

En las economías de mercado el precio viene teóricamente fijado por el punto de equilibrio entre oferta y demanda.
Las grandes empresas que busquen incrementar sus beneficios, tenderán a constituir con otras empresas de su sector un oligopolio o, cuando son lo suficientemente grandes, un monopolio con tres fines destacados:
- Controlar la oferta de un determinado producto, para aumentar su precio.
- Controlar la demanda de los productos de sus proveedores, para bajar sus precios.
- Realizar economías de escala, muy significativas en las empresas de sectores tecnológicos.

La existencia de los monopolios u oligopolios es perjudicial para los consumidores puesto que encarece los productos. Por otra parte, la posición dominante de una empresa puede llevar a que desaparezcan sus competidores, lo cual implicará rápidamente una obsolescencia tecnológica, es decir, una peor calidad -¿para qué mejorar un producto, si soy el único que lo puede proporcionar?-, y tenderá a reducir los ingresos de sus proveedores. Así, a medida que el oligopolio se enriquece, el público y los proveedores se empobrecen: el mercado ya no es eficaz.
Siendo los Estados Unidos la patria de los primeros oligopolios, la patria del trust, fue también en ese país donde surgió la primera ley contra esas prácticas, la Sherman Antitrust Act, de 1890.

## El Mercado Informático
El mercado informático es un tanto peculiar, porque de una parte refleja las leyes y tendencias del mercado general, pero por otra parte está sujeto a su historia: la difusión de los primeros ordenadores está íntimamente relacionada con la historia de una empresa, IBM, así como la difusión de software con otra empresa, Microsoft, en su día aliado preferente de IBM.

El dominio del mercado informático por parte de empresas como Microsoft es sin duda muy rentable para sus accionistas -el mayor accionista de esa empresa, Bill Gates es según la revista Forbes el hombre más rico del mundo- pero resulta preocupante, ya que la experiencia muestra que cambio tecnológico y monopolio son conceptos contradictorios.

Por otra parte la existencia de distintos proveedores en el campo tecnológico puede dar lugar a problemas de compatibilidad entre sus productos, o bien porque una empresa deliberadamente persiga hacer incompatibles sus productos con los de sus competidores, o bien por razones de tipo técnico. Esas incompatibilidades contravienen el espíritu de las políticas de normalización.
Además, en la nueva economía resulta esencial garantizar la protección de los derechos de propiedad intelectual, sin los cuales ninguna empresa invertiría en Investigación y desarrollo.

## Historia de una Preocupación
La posición dominante de determinadas empresas en sectores estratégicos como el informático ha originado cierta preocupación por parte de Estados y particulares.
- Desde un punto de vista estatalista, a las autoridades les inquieta que entidades privadas puedan controlar la información que circula y se deposita en los sistemas informáticos, tanto privados como públicos.
- Desde un punto de vista liberal y capitalista, a los partidarios de la libre concurrencia les inquieta la posición dominante de empresas que bien pueden ser consideradas como monopolios de facto.

### ¿Intervencionismo o Corrección?

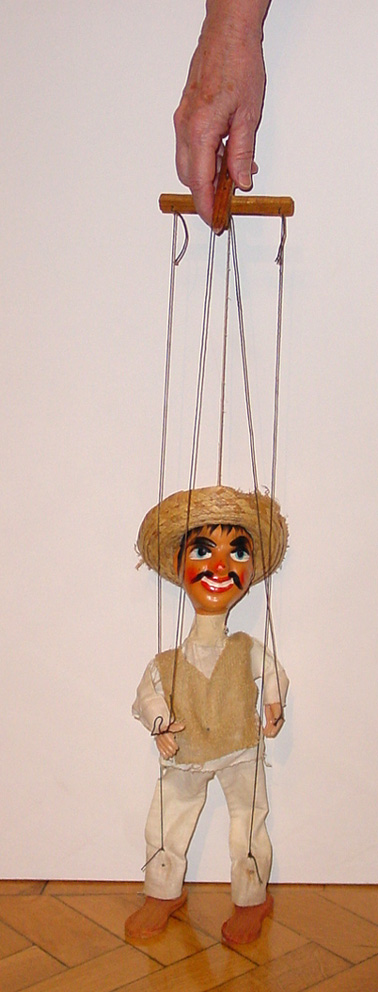
¿Intervencionismo o Corrección?

Se sale del campo de este artículo mencionar siquiera todos los planteamientos que existen en relación con las distintas actitudes que una Administración Pública puede o debe adoptar ante los desequilibrios del mercado. De lo que se trata aquí es de saber qué actitud debe adoptar la Administración Pública ante sus propias adquisiciones, qué política debe seguir o no en relación con sus proveedores.

Las leyes que regulan las adquisiciones de la Administración Pública prohíben en general que se favorezca a un proveedor para evitar situaciones injustas y prevenir el cohecho.
Ante una situación obvia de desequilibrio, ¿debe la Administración Pública intervenir favoreciendo o desfavoreciendo a un proveedor en relación con otros? El respeto por las leyes que garantizan la libre concurrencia parece indicar que la Administración Pública debiera abstenerse de hacerlo; sin embargo, ¿debe la Administración Pública con su abstención consagrar desequilibrios originados en el pasado? ¿Implica la abstención una renuncia a la acción correctora? ¿Dónde empieza el intervencionismo y donde acaba la corrección?
La ya citada Sherman Antitrust Act, venía a corregir una situación desequilibrada en nombre de la libertad del mercado, y se aplicó contra la Standard Oil. Los abogados de la Standard Oil invocaban a su vez la libertad del mercado para exigir que la Administración Pública se abstuviera de aplicar la ley. Así, principios como libre concurrencia o libertad de mercado, eran invocados por ambas partes en sentido radicalmente contrario.

### El concepto de neutralidad tecnológica

Balanza mostrando la neutralidad

El ejemplo anterior nos ayuda a entender mejor por qué la misma expresión, neutralidad tecnológica, se ha usado en planteamientos distintos:
En general, el concepto de Neutralidad Tecnológica se entiende en Europa como el derecho a la libre elección de tecnología, para cada caso o compra concreta, por parte de Administraciones Públicas o Ciudadanos, que deberán escoger la mejor opción disponible por el coste total del mismo ("value for the money on a case by case basis"). La neutralidad NO es que todos los actores del mercado tengan que tener cuotas de mercado iguales, (lo que no tiene nada que ver con la igualdad de derechos) ni que la administración tenga con sus compras que "compensar" a aquellos actores que no han tenido éxito en el mercado, ya que solo ha de tener en cuenta si la tecnología a comprar tiene la mejor relación calidad/coste para resolver una necesidad completa.
Otras personas se alejan de este concepto mayoritario, intentando que la Administración les favorezca, para compensar de esa manera su falta de éxito en el mercado, así hablan de *neutralidad vertical, también denominada neutralidad formal, que describe la igualdad de concurrencia ante una necesidad que la Administración Pública precisa solventar por medio de una adquisición a un tercero, conforme al concepto anterior; y *neutralidad horizontal, que se refiere a que cuando el transcurso del tiempo ha traído como consecuencia que un determinado proveedor ha conseguido hacer mejores productos que los de la competencia y la Administración Pública los ha adquirido, pretenden que la propia Administración Pública adopte una política de adquisiciones que favorezca alternativas que no han tenido éxito en el mercado, aunque sea comprando productos peores o que se ajustan peor a las necesidades reales que tenga (y perjudicando de esa manera a los ciudadanos) pero logrando de esa manera que la administración pública les dé por lo que no han sido capaces de lograr en el mercado. Lo anterior es incompatible con las reglas de libre mercado que rigen en las economías occidentales, y se da con más frecuencia en países totalitarios como Cuba o China.

## El caso Español

Escudo Español

En España, la defensa de la competencia ha sido consagrada tanto por la legislación con la Ley 15/2007, de 3 de julio, de Defensa de la Competencia (LDC) como por la existencia de la Comisión Nacional de la Competencia. Por otra parte, en España son de aplicación las mismas normativas comunitarias en ese sentido. Sin embargo, un estudio del abogado José María Lancho mostraba sus opiniones ante el Defensor del Pueblo conforme a las cuales más del 90% de la infraestructura informática de la Administración Central española estaba licenciada por una sola empresa, Microsoft. Otras fuentes oficiales (informe Reina del MAP) señalan sin embargo que de todo el gasto informático de la Administración Española, la empresa antes citada suponía menos de un 5% del gasto directo dado que su actuación comercial se realiza normalmente por medio de empresas comerciales intermediarias. Surgió entonces el primer Observatorio de Neutralidad Tecnológica que es una web privada en donde una serie de profesionales y asociaciones especializadas analizan la información pública disponible y los concursos públicos en relación con las adquisiciones públicas de bienes informáticos. La Administración, instada por el Defensor del Pueblo, revisó sus normas de adquisición de tecnología, que no obstante según el propio Observatorio siguen sin ser llevadas a cabo en la práctica.